# جوليوم دوكار
جوليوم دوكار (بالفرنسية: Guillaume Dequaire)‏ (11 يوليو 1990 ببيزنسون في فرنسا - ) هو لاعب كرة قدم فرنسي في مركز الدفاع. لعب مع أوستينده ونادي شاتورو ونادي فريجوس ونادي بيزنسون ‏.

## وصلات خارجية
- جوليوم دوكار على موقع رابطة كرة القدم الفرنسية للمحترفين (الإنجليزية)
- جوليوم دوكار على موقع قاعدة بيانات كرة القدم.إي يو (الإنجليزية)
- جوليوم دوكار على موقع Soccerway.com (الإنجليزية)